# Paranarthrura undulata
Paranarthrura undulata är en kräftdjursart som beskrevs av Lang 1967. Paranarthrura undulata ingår i släktet Paranarthrura och familjen Agathotanaidae. Inga underarter finns listade i Catalogue of Life.